# Hammonia
Hammonia es un género de foraminífero bentónico considerado como nomen nudum e invalidado, aunque también considerado un sinónimo posterior o un error de denominación de Ammonia de la subfamilia Ammoniinae, de la familia Rotaliidae, de la superfamilia Rotalioidea, del suborden Rotaliina y del orden Rotaliida. Su rango cronoestratigráfico abarcaba el Holoceno.

## Clasificación
Hammonia incluía a las siguientes especies:
- Hammonia beccarii, aceptado como Ammonia beccarii
  - Hammonia beccarii vulgatissimae
- Hammonia balanoidea
- Hammonia circularesplanissimae
- Hammonia conicotuberculatae
- Hammonia globosorotundatae
- Hammonia planaerotundae
- Hammonia subconicae
- Hammonia subrotundae
- Hammonia trivoluta
- Hammonia trochi
- Hammonia tuberculatse
- Hammonia univoluta